# Холенберг (Канзас)
Холенберг (енгл. Hollenberg) град је у америчкој савезној држави Канзас.

## Демографија
По попису из 2010. године број становника је 21, што је 10 (-32,3%) становника мање него 2000. године.
| Група             | 2000.      | 2010.      |
| Белци             | 30 (96,8%) | 19 (90,5%) |
| Афроамериканци    | 0 (0,0%)   | 0 (0,0%)   |
| Азијати           | 0 (0,0%)   | 0 (0,0%)   |
| Хиспаноамериканци | 1 (3,2%)   | 1 (4,8%)   |
| Укупно            | 31         | 21         |